# Pandémie de Covid-19 en Jamaïque
La pandémie de Covid-19 en Jamaïque démarre officiellement le 10 mars 2020. À la date du 25 octobre 2022, le bilan est de 3 320 morts.

## Chronologie
Le premier cas de Covid-19 en Jamaïque est signalé le 10 mars 2020. Il s'agit d'une femme de retour du Royaume-Uni.

## Statistiques

Nombre de cas en Jamaïque depuis le début de l'épidémie.

Nombre de morts en Jamaïque depuis le début de l'épidémie.